# ザムトゲマインデ・ドランスフェルト
ザムトゲマインデ・ドランスフェルト (ドイツ語: Samtgemeinde Dransfeld) は、ドイツ連邦共和国ニーダーザクセン州ゲッティンゲン郡のザムトゲマインデ（集合自治体）である。このザムトゲマインデは、ビューレン、ユーンデ、ニーメタール、シェーデンおよびドランスフェルト市からなる。このザムトゲマインデの本部所在地は、ドランスフェルトである。

## 構成自治体
- ビューレン (538)
- ドランスフェルト (4,381)
- ユーンデ (943)
- ニーメタール (1,454)
- シェーデン (1,828)

人口は、2023年12月31日現在の数値である。

## 引用
1. 1 2  Landesamt für Statistik Niedersachsen, LSN-Online Regionaldatenbank, Tabelle A100001G: Fortschreibung des Bevölkerungsstandes, Stand 31. Dezember 2023